# Черновский (приток Щербедины)
Черновский — ручей в России, протекает по Турковскому и Романовскому районам Саратовской области. Находится в овраге Крутом. Устье реки находится в 12 км от устья реки Щербедины по правому берегу. Длина составляет 15 км. Площадь водосборного бассейна — 51,7 км².

## Данные водного реестра
По данным государственного водного реестра России относится к Донскому бассейновому округу, водохозяйственный участок реки — Хопёр от истока до впадения реки Ворона, речной подбассейн реки — Хопер. Речной бассейн реки — Дон (российская часть бассейна).
Код объекта в государственном водном реестре — 05010200112107000006084.